# Heroldmühle
Die Heroldmühle (früher Wiesmühle) ist eine rechts der Zaya liegende Mühle in Palterndorf-Dobermannsdorf in Niederösterreich.
Die Mühle wurde erstmals 1397 schriftlich erwähnt und zählte in der Mitte des 17. Jahrhunderts zu den Besitzungen der Fürsten Liechtenstein. Als im Jahr 1911 Josef Herold die Mühle erwarb, unterzog er sie einer umfangreichen Erneuerung, bei der insbesondere die maschinelle Ausstattung modernisiert und der Antrieb elektrifiziert wurde. Nach dem Tod von Josef Herold übernahm sein Sohn Hans im Jahr 1968 die Mühle. 1974 errichtete er ein weiteres Mühlengebäude mit modernen Maschinen, die von der Firma Kreuzhuber installiert wurden. Durch die dicht beisammen stehenden Betriebsgebäude, Getreidespeicher und dem Wohnhaus wirkt das Gebäudeensemble aus der Ferne wie ein kleines Kastell.